# Daltrozów
Daltrozów (prononciation : [dalˈtrɔzuf]) est un village polonais de la gmina de Promna dans le powiat de Białobrzegi de la voïvodie de Mazovie dans le centre-est de la Pologne.
Il se situe à environ 6 kilomètres au nord de Promna (siège de la gmina), 10 kilomètres au nord de Białobrzegi (siège du powiat) et à 54 kilomètres au sud de Varsovie (capitale de la Pologne).

## Histoire
De 1975 à 1998, le village appartenait administrativement à la voïvodie de Radom.